# Виктор Янукович
Вѝктор Фѐдорович Януко̀вич (на украински: Віктор Федорович Янукович) е украински проруски политик и президент на Украйна от 25 февруари 2010 година до 22 февруари 2014 година, бивш лидер на украинската проруска Партия на регионите (2003 – 2010), 2 пъти министър-председател на страната, председател на Украинския олимпийски комитет (2002 – 2005).
На президентските избори през януари 2010 г. Янукович стига до втори тур, като се изправя срещу Юлия Тимошенко. Със своите 48,95% от гласовете той става първият пряко избран президент в историята на Украйна, спечелил изборите с по-малко от 50% от гласовете. След масови протести, започнали през ноември 2013 (Евромайдан) властта в Украйна е сменена през февруари 2014 г., с наречената по-късно Революция на достойнството, и Янукович бяга в Русия.
На 24 януари 2019 г. той е признат за виновен в държавна измяна, подпомагане и поддръжка на агресивна война, за която е осъден на 13 години затвор. Решението е потвърдено от Апелационния и от Върховния съд на Украйна.

## Биография

### Произход и детство
Роден е на 9 юли 1950 г. в село Жукивка, близо до Енакиево, Украинска ССР. Има руски, полски и беларуски корени. Майка му, Олга Семьоновна Леонова (1925 — 2 август 1952), е рускиня от Донбас, където нейният баща е бил заможен селянин, преселен от Орловска или Курска губерния, за да се спаси от разкулачване. Работила е като медицинска сестра в мина „Юнком“.  Баща му Фьодор Владимирович Янукович (1923 — 1991) е локомотивен машинист, родом от село Януки, Докшицки район на Витебска област, Беларус.  Когато е тийнейджър, Фьодор губи баща си и е отгледан от баба си – полякиня. Виктор Янукович в интервю за „Газета Выборчa“ казва, че неговият дядо и прадядовци по бащина линия са били литовски поляци.  
Майка му е починала, когато Виктор Янукович е бил на 2 години. Баща му се жени повторно. Поради лоши отношения с мащехата си, Виктор напуска дома на родителите си, за да живее при баба си, живеейки „в малка пристройка“. Според собствените спомени на Виктор Янукович той е отгледан от баба си Кастуся Ивановна Янукович, родом от Вилнюс.  Преди войната тя е работила като превозвач в мина „Юнком“. По време на войната е отведена в Германия като остарбайтер. След завръщането си Кастуся Ивановна не успява да възстанови трудовия си стаж поради липсващи документи по време на войната. 

### Младост
Когато Виктор Янукович става министър-председател, в училището му се появява табела, че той е учил там. Както той твърди: 
| „ | Никога не съм бил отличник, въпреки че учих добре, науката беше лесна, учителите казваха: „грабва всичко в движение“. | “ |

Виктор Янукович е осъждан два пъти. На 15 декември 1967 г. на 17 години, като член на престъпната групировка „Пивновка“ получава присъда от три години лишаване от свобода за грабеж,  която е намалена на 18 месеца като част от амнистията по повод честването на 50 години от Октомврийската революция. Янукович излежава 6-7 месеца в поправителната колония за непълнолетни в Кременчуг и е освободен предсрочно по искане на администрацията за примерно поведение. Според жителя на Смела Николай Московченко, който също е бил в тази колония по това време, Виктор Янукович предполагаемо е сътрудничил на администрацията на поправителната институция. 
Втората му присъда е от 8 юни 1970 г. за „нанасяне на средни телесни повреди“ и е две години лишаване от свобода. 
Но в същото време досъдебното разследване и разглеждането на делото в съда продължават 9 месеца. Според показанията на един от „приятелите“ на Янукович, Александър Мартиненко, по време на инцидента е присъствало момиче, което Янукович е защитил от пиянски забежки. 
Виктор Янукович наследява от баща си лозунга „Очите се страхуват - ръцете правят“ и приятелство с космонавта Георгий Тимофеевич Береговой, с когото Фьодор Владимирович Янукович се научава да лети заедно в Енакиевския аероклуб преди войната.
През 1973 г. Виктор Янукович задочно завършва Енакиевския минен техникум (след средно училище). 
На 27 декември 1978 г. с решение на Президиума на Донецкия окръжен съд и двете съдебни присъди срещу Янукович от 1967 и 1970 г. са отменени поради липса на доказателства за престъпление.  Това става възможно благодарение на обжалването пред Донецкия областен съд от космонавта Георгий Береговой, депутат от Върховния съвет на СССР. 
През 1980 г. Янукович завършва задочно Донецкия политехнически институт със специалност „инженер-механик“. През 2001 г. се дипломира в Украинската академия за външна търговия с магистърска степен по „Международно право“. Член е на Академията на икономическите науки в Украйна, доктор на икономическите науки, професор.
Янукович е работил в Енакиевския металургичен комбинат. Женен е за Людмила Александровна Янукович (род. 1949), с която се запознава през 1969 г. в металургичния комбинат. Имат двама синове – Александър и Виктор (съпредседател на Партията на регионите) и трима внуци. Сега Людмила Александровна е пенсионерка и домакиня, живеят отделно.

### Съдимост
След години за отмяната на присъдите на Янукович се появяват противоречиви оценки. Според разследвания от 2004 г. заличаването е фалшиво.  Според вестник „Украинская правда“ през 2005 г. са извършени две експертизи на архивното досие за заличаване на криминалното досие на Янукович и е доказано, че тези архивни дела са подправени и многократно разшивани, за да се добавят нови страници.  Виталий Бойко, който по това време оглавява президиума на Донецкия окръжен съд, неведнъж заявява, че лично е подписвал съдебни решения за заличаване на съдимост. 
На 29 януари 2010 г. главният прокурор на Украйна Александър Медведко заявява, че Янукович е осъждан два пъти в края на 60-те и началото на 70-те години и е излежал присъдата си незаконно. 

## Политическа кариера

### Министър-председател
На 21 ноември 2002 г. Янукович встъпва в длъжността министър-председател на Украйна, назначен от президента Леонид Кучма и одобрен с 234 гласа във  Върховната рада. Под влиянието на Янукович правителството обръща по-голямо внимание на въгледобивната промишленост. Външната му политика е насочена към сближаване с Русия, но въпреки това подкрепя украинското членство в ЕС.

### Президентска кампания, 2004 г.
През 2004 г. Янукович участва в спорните президентски избори като кандидат на Партията на регионите. Поддръжниците му са от южните и източните региони на Украйна, които приветстват близките връзки с Русия. На първия тур от изборите, състоял се на 31 октомври, Янукович печели второ място с 39,3% – след опозиционния лидер Виктор Юшченко, който получава 39,8% от гласовете. тъй като печелят под 50% от вота, двамата се явяват на втори тур.
На трето място, с 5,82%, е социалистическата партия на Олександър Мороз, лидер на движението анти-Кучма и противник на опитите на Украйна за присъединяване към НАТО. На четвърто място е комунистическата партия на Петро Симоненко с 4,97%. На пето място застава прогресивната социалистка Наталия Витренко с 1,53%. За втория тур Витренко подкрепя Янукович, а Мороз – Юшченко. Симоненко остава неутрален, въпреки това Юшченко е фаворит за победата. Първоначално Янукович е обявен за победител, но законността на изборите е поставена под съмнение от много украинци, международни организации и чужди правителства. Впоследствие Върховният съд на Украйна анулира втория тур на изборите и на балотажа Янукович губи от Юшченко с 44,2% на 51,9% от гласовете.
Поради вота на недоверие от страна на парламента на Украйна Янукович се оттегля от поста си на министър-председател. След загубата на изборите през 2004 г. Янукович той застава начело на опозицията срещу правителството на Тимошенко, съставено от Нашата Украйна на Юшченко, Блока на Юлия Тимошенко (БЮТ) и Социалистическата партия на Олександър Мороз.

### Парламентарни избори 2006 и 2007 г.
Партията на Регионите на Виктор Янукович печели украинските парламентарни избори през 2006 г. Тези избори променят лика на правителството поради конституционните промени, влезли в сила от 1 януари 2006 г., съгласно които министър-председателят и кабинетът му се назначават от парламента.
Янукович предлага поста на говорител на Мороз, което му позволява да установи ново правителство със Социалистическата партия и с Комунистическата партия на Петро Симоненко. Правомощията на президента остават непроменени в областта на външните работи и отбраната и това задължава Янукович да не се намесва в прозападните амбиции на президента.
На 25 май 2007 г. Янукович е назначен за председател на Общността на независимите държави.

### Президентство
През 2009 г. Янукович съобщава намерението си да се кандидатира за следващите президентски избори. Кандидатурата му е подкрепена от Партията на регионите и по-късно от Млада партия на Украйна. След избирането му за президент (побеждава във втори тур с 48,95%) на 3 март 2010 г. прекратява членството си в Партията на регионите, както е задължен по конституция, и предава лидерството на партията и парламентарната група на Микола Азаров.
След тримесечните протести на Евромайдана в Украйна, които завършват с разстрели на протестиращите от специалните части на милицията, поради страх от затвор президентът на Украйна Виктор Янукович бяга в Русия.

#### Вътрешна политика
По време на срещата за ядрена сигурност през 2010 г. Янукович съобщава, че Украйна ще се откаже от 90 кг запаси от високо обогатен уран и ще пренасочи изследователските си реактори от работа с високо обогатен уран към работа с ниско обогатен уран. Като срок за постигане на поставените цели обявява 2012 г.
На 21 април 2010 г. в Харков Янукович се среща с руския президент Дмитрий Медведев. Двамата подписват споразумение за доставка на природен газ в замяна на удължен достъп до морските бази на Украйна. Според Янукович това е единственият начин да се запази нисък бюджетният дефицит, каквото е изискването на Международния валутен фонд, докато защитава пенсионерите и минималните заплати.
През декември Янукович започва административна реформа, която цели намаляването на броя на държавните служители. Това е част от пакет от реформи, целящи дълбока и всестранна модернизация на Украйна.

#### Външна политика
Според Янукович приоритет във външната му политика е европейската интеграция, докато подобрява отношенията с Русия.
Първата чуждестранна визита на Янукович е до Брюксел за среща с президента на Европейският съвет Херман Ван Ромпой. На срещата заявява, че няма промяна в статуса на Украйна в програмата за разширение на НАТО.
По време на втората си чуждестранна визита в Москва през март изявява желанието си за прекратяване на годините на ожесточеност с Русия. В знак на добрите си намерения прави компромис относно Бъдещето на руския флот на Черно море, който води до Споразумението от април 2010 г. Янукович също заявява, че Украйна ще остане европейски необвързана страна, що се отнася до НАТО. Скоро след това и президентът Медведев, и министър-председателят Владимир Путин обявяват, че забелязват подобрение в отношенията с Украйна.
На 22 ноември 2010 г. Европейският съвет и Украйна провъзгласяват „план за действие за Украйна към установяването на безвизов режим за кратък престой“. През май 2011 г. Янукович заявява, че се стреми към присъединяване на Украйна към ЕС.

### Политически позиции
Според Янукович стратегическата цел на Украйна остава интеграцията в ЕС с балансирана политика за опазване на националните интереси както на изток, така и на запад. Той вижда Украйна като неутрална държава, която ще стане част от колективна отбранителна система, заедно с ЕС, НАТО и Русия. Приема отношенията с НАТО като партньорство, без което не може, но не се стреми към влизане в НАТО или Организация на Договора за колективна сигурност.
Относно ЕС Янукович иска да създаде зона за свободна търговия и безвизово пътуване между Украйна и страните членки на ЕС.
Отношенията между Украйна и Русия относно газовия сектор трябва да се водят от правилата на пазара. Янукович иска да инициира среща за обсъждане на неотложните въпроси, свързани с газа. Тази среща се развива благоприятно с подписването на Споразумението за доставка на природен газ от април 2010 г. Прави още две обещания, свързани със създаването на консорциум, който да позволи на Русия да използва украинската мрежа за транспортиране на газ и да помогне при изграждането на тръбопровода Южен поток, които все още чакат да бъдат изпълнени.
Янукович заявява, че негова „цел и мечта“ е да види Украйна обединена, въпреки че според него границите между източната и западната част на страната вече не съществуват. Той е недоволен от демографското състояние на страната и се надява да увеличи раждаемостта като подобри икономическата ситуация. Също така смята да създаде условия за завръщането на мигриралите работници в Украйна.

## Набези
Броят на компаниите, които са били обект на рекетни атаки от олигархичния клан Янукович, включва както случаи на влизане на т. нар. „Семейство Янукович“ в корпоративните права на харесвани от тях компании с незаконни методи, така и „атаки“ с цел получаване на „данък“ – тоест търговска печалба. Това се доказва от данни на Антирекетния съюз на предприемачите на Украйна. Жертвите на рекетьорските методи на Янукович са помолени да плащат редовно „данък“ в размер на 30–50 % от печалбата на компанията или да отстъпят собствеността върху нея. 
По оценка на Андерс Аслунд, старши научен сътрудник от Института по международна икономики „Петерсон“, в миналото съветник на украинското правителство по икономическите въпроси, състоянието на семейството на Янукович е 12 милиарда долара. 

## Чуждестранни ордени и медали
- Кавалер на Ордена на Почетния легион (Франция, 2010)[26]
- Орден на скъпоценния жезъл (Монголия, юни 2011)[27]
- Орден на Свети Месроп Мащоц (Армения, 30 юни 2011)[28][29][30]
- Национален орден „Хосе Марти“ (Куба, 22 октомври 2011)[31]
- Орден „Исмоил Сомон“ I степен (Таджикистан, 15 декември 2011)[32]
- Орден „Заида“ (Обединени арабски емирства, ноември 2012)[33]
- Орден на независимостта (Катар, ноември 2012)[34]
- Президентски орден „Сияние“ (Грузия, 2013)[35]
- Орден на Република Сърбия (Сърбия, 22 февруари 2013)[36]
- Орден „Гейдар Алиев“ (Азербайджан, ноември 2013)[37]
- Медал „Ананий Ширакаци“ (Армения, 2004).

## Почетни звания и степени

### Почетни докторати
- Почетен доктор на Одеската национална юридическа академия (2007)[38].
- Почетен доктор на Донецкия национален технически университет[39].

### Почетен гражданин
- Почетен гражданин на Донецка област, Украйна, 2002[40]
- Почетен гражданин на Мирноград, Украйна, 2006
- Почетен гражданин на Енакиево, Украйна[41]